# 愛情請槍
是一部2001年的美國喜劇電影，由高爾·韋賓斯基執導，主演是畢·彼特和茱莉亞·羅拔絲。本片故事混合了浪漫喜劇、冒險和公路電影。

## 演員
- 畢·彼特 飾 Jerry Welbach
- 茱莉亞·羅拔絲 飾 Samantha Barzel
- 占士·簡東費尼 飾 Winston Baldry
- J·K·西蒙斯 飾 Ted Slocum
- 鮑勃·巴拉班 飾 Bernie Nayman
- 謝爾曼·奧古斯塔斯（英语：Sherman Augustus） 飾 穿得好的黑人
- 麥克·瑟佛瑞斯（英语：Michael Cerveris） 飾 Frank
- 大衛·克倫荷茨 飾 Beck
- 卡斯圖羅·奎拉（英语：Cástulo Guerra） 飾 Joe
- 真·赫曼 飾 Arnold Margolese

## 外部連結
- 互联网电影数据库（IMDb）上《愛情請槍》的资料（英文）
- Box Office Mojo上《愛情請槍》的資料（英文）
- 爛番茄上《愛情請槍》的資料（英文）
- Metacritic上《愛情請槍》的資料（英文）